# Georg Wöhrle
Georg Wöhrle (* 11. März 1953 in Würzburg) ist ein deutscher Altphilologe und Medizinhistoriker.

## Leben
Wöhrle studierte von 1974 bis 1983 an der Universität Freiburg bei Wolfgang Kullmann, Karl Büchner, Eckard Lefèvre und Hermann Strasburger Klassische Philologie und Alte Geschichte. 1983 wurde er bei Wolfgang Kullmann im Fach Gräzistik mit seiner Dissertation „Theophrasts Methode in seinen botanischen Schriften“ promoviert. 1988 folgte seine Habilitation an der Universität Bamberg mit der Schrift „Studien zur Theorie der antiken Gesundheitslehre“. Anschließend war er Heisenberg-Stipendiat der Deutschen Forschungsgemeinschaft und vertrat die Lehrstühle in Würzburg und Mainz.
1994 folgte er einem Ruf an die Universität Trier als ordentlicher Professor der Klassischen Philologie mit besonderer Berücksichtigung des Griechischen. Wöhrle war 2007–2010 stellvertretender Leiter des DFG-Graduiertenkollegs Sklaverei – Knechtschaft und Frondienst – Zwangsarbeit. Unfreie Arbeits- und Lebensformen von der Antike bis zum 20. Jahrhundert und von 2002 bis 2004 Vizepräsident der Universität Trier für Forschung, Lehre und auswärtige Beziehungen. Er ist Vorsitzender im Kuratorium der Karl und Gertrud Abel-Stiftung im Stifterverband für die Deutsche Wissenschaft. Im Oktober 2018 wurde er pensioniert.

## Forschungsschwerpunkte
Wöhrle beschäftigt sich mit archaischer griechischer Literatur, vorsokratischer Philosophie und besonders mit der Geschichte der Medizin und Naturwissenschaften in der Antike. Er ist zusammen mit Jochen Althoff und Sabine Föllinger Herausgeber der Reihe Antike Naturwissenschaft und ihre Rezeption (AKAN). Mit Barbara Feichtinger, Therese Fuhrer und Christine Walde gibt er außerdem gemeinsam die Reihe iphis – Gender-studies in den Altertumswissenschaften heraus.
Im Rahmen eines international begründeten Projekts arbeitet er zurzeit an einer groß angelegten Neuedition der griechischen, lateinischen und arabischen Zeugnisse zu den vorsokratischen Philosophen. Der Schwerpunkt dieser Neuedition liegt in der besonderen Berücksichtigung der Überlieferungskontexte der entsprechenden Zeugnisse. Vier Bände (zu Thales bzw. Anaximander und Anaximenes von Milet, zu Xenophanes [gemeinsam mit Benedikt Strobel] und – in Zusammenarbeit mit Theofanis Tsiampokalos – zu Alkmaion, Hippon und Menestor) sind im Verlaufe des Projektes in der Reihe „Traditio Praesocratica“ im Verlag de Gruyter bereits erschienen. Außerdem erscheint in diesem Zusammenhang auch die von Wöhrle mitherausgegebene Reihe „Studia Praesocratica“.
Als freier Mitarbeiter der Frankfurter Allgemeinen Zeitung hat Wöhrle mehrere Beiträge in der Frankfurter Anthologie (Redaktion Marcel Reich-Ranicki) veröffentlicht.